# Água de Pena
Água de Pena est une freguesia portugaise située dans la ville de Machico, dans la région autonome de Madère.
Avec une superficie de 5,15 km2 et une population de 1 759 habitants (2001), la paroisse possède une densité de 341,6 hab/km2.